# Salado de Conil
El río Salado de Conil es una corriente fluvial que desemboca en el municipio español de Conil de la Frontera (Cádiz).

## Áreas protegidas
El río Salado, bajo el nombre 'Río Salado de Conil', está protegido como Lugar de Importancia Comunitaria (LIC) desde 2006. Asimismo, en 2015 fue declarado Zona Especial de Conservación, pasando a formar parte de la Red Natura 2000 y de la Red de Espacios Naturales Protegidos de Andalucía (RENPA).
El área protegida tiene una superficie de 77,4 ha y una longitud de 7 km. Fue declarada LIC el 19 de julio de 2006 y ZEC el 17 de marzo de 2015.

## Turismo
El sendero de Castilnovo, que parte del río, recibió el reconocimiento de sendero azul